# The Still Alarm (film, 1911)

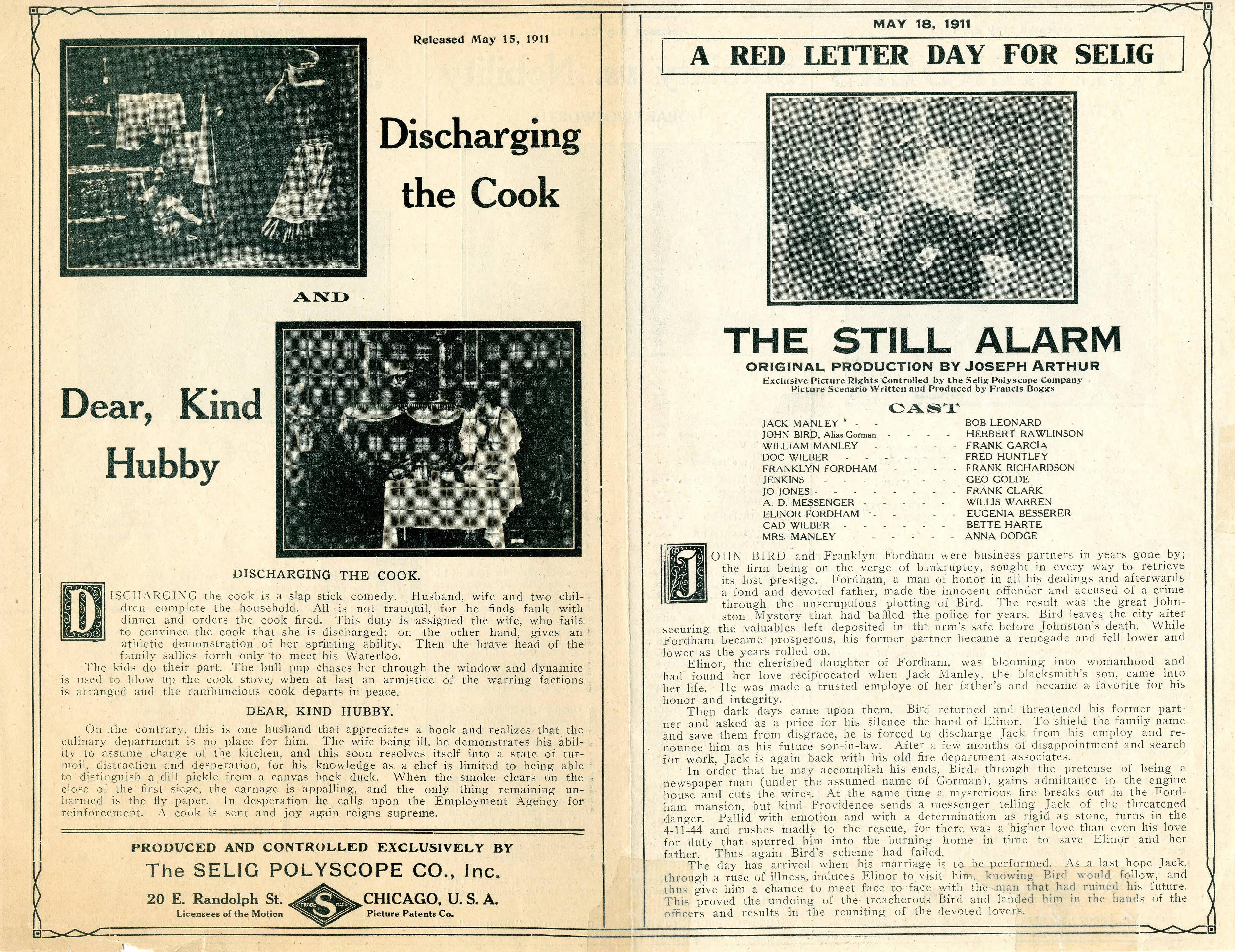
Annonce de la sortie de The Still Alarm

Pour les articles homonymes, voir The Still Alarm.
The Still Alarm est un film muet américain réalisé par Francis Boggs et sorti en 1911, adaptation de la pièce de théâtre The Still Alarm (en) (1887) du dramaturge américain Joseph Arthur.

## Fiche technique
- Titre : The Still Alarm
- Réalisation : Francis Boggs
- Scénario : Francis Boggs
- Production : William Selig
- Date de sortie : États-Unis : 18 mai 1911

## Distribution
- Robert Z. Leonard
- Herbert Rawlinson
- Al Ernest Garcia
- Fred Huntley
- Frank Richardson
- George Colde
- Frank Clark
- Eugenie Besserer
- Willis Warren
- Betty Harte
- Anna Dodge